# 吕曼斯多夫
吕曼斯多夫是德国梅克伦堡-前波莫瑞州的一个市镇。总面积5.65平方公里，总人口706人，其中男性366人，女性340人（2011年12月31日），人口密度125人/平方公里。